# Stumpffia tetradactyla
Stumpffia tetradactyla es una especie de anfibios de la familia Microhylidae.

## Distribución geográfica
Es endémica de la isla Santa María (Madagascar).

## Estado de conservación
Se encuentra amenazada de extinción por la pérdida de su hábitat natural.